# Taylour Paige
Taylour Paige (* 5. října 1990, Santa Monica, Kalifornie, Spojené státy americké) je americká tanečnice a herečka. Během let 2013–2016 hrála roli Ahshy Haynes v seriálu stanice VH1 Hit the Floor.

## Životopis a kariéra
Vyrostla v Inglewoodu, sousedství Los Angeles. Má staršího bratra Travise. S tancem začala ve dvou letech. Trénovala v Katnap ve Venice, Westside Ballet Academy a později strávila dvě léta v Kirov Academy of Ballet ve Washingtonu, D.C. V roce 2001 se stala studentkou hvězdné choreografky Debbie Allen. Ten samý rok se zúčastnila konkurzu do Debbie muzikálu Perla a stala se součástí muzikálu na 8 let. S hereckou kariérou ji pomohl Stan Rogrow, televizní producent, kterého Debbie pozvala na zkoušku muzikálu Alex v říši divů. V roce 2008 odmaturovala na St. Bernard Catholic High School v Playa del Rey, Los Angeles. V roce 2010 se stala Los Angeles Laker Girl a tři měsíce strávila trénováním s profesionálními roztleskávačkami. Odmaturovala na Loyola Marymount University a pokračovala s práci a trénováním u Debbie Allen.
Objevila se v reklamách pro Best Buy, McDonalds, Adidas a videohru Just Dance 3.
V roce 2013 byla obsazena do hlavní role seriálu stanice VH1 Hit the Floor.

## Filmografie

### Film
| Rok  | Název                                  | Role              | Poznámky              |
| ---- | -------------------------------------- | ----------------- | --------------------- |
| 2008 | Muzikál ze střední 3: Maturitní ročník | Tanečnice         | číslo "I Want It All" |
| 2011 | Mousetrap                              |                   | krátký film           |
| 2015 | Touched                                | Gina              |                       |
| 2016 | Jean of the Joneses                    | Jean Jones        |                       |
| 2018 | Mladý gangster                         | Cathy Volsan      |                       |
| 2020 | Zola                                   | Asiah „Zola“ King |                       |
| 2020 | Ma Rainey – matka blues                | Dussie Mae        |                       |

### Televize
| Rok       | Název         | Role           | Poznámky                          |
| --------- | ------------- | -------------- | --------------------------------- |
| 2013-2016 | Hit the Floor | Ahsha Heyes    | hlavní role (1.–3. řada), 33 dílů |
| 2015      | Hráči         | Theresa        | 2 díly                            |
| 2016      | Chirurgové    | Emma           | díl: „Pomalý pád“                 |
| 2019      | The Baxters   | Angela Manning | 6 dílů                            |

### Hudební videa
| Rok  | Název                        | Umělec                |  |
| ---- | ---------------------------- | --------------------- |  |
| 2014 | "She Came to Give It to You" | Usher ft. Nicki Minaj |  |